# Hans-Jürgen Krahl
Hans-Jürgen Krahl (* 17. Januar 1943 in Sarstedt; † 13. Februar 1970 bei Wrexen) war ein Studentenaktivist der 68er-Bewegung, bekanntes Mitglied des Sozialistischen Deutschen Studentenbunds (SDS) und Schüler von Theodor W. Adorno.

## Leben

### Kindheit und Jugend
Hans-Jürgen Krahl stammt aus kleinbürgerlichen Verhältnissen und wuchs in Sarstedt auf. Seine Eltern Rudolf Krahl und Erna Krahl, geb. Schulze, waren beide kaufmännische Angestellte. Als kleines Kind verlor er 1944 bei einem Bombenangriff ein Auge. Krahl war nach eigenen Angaben Mitglied im Ludendorffbund, zu Beginn seines Studiums von Philosophie, Germanistik, Mathematik, Geschichte an der Universität Göttingen trat Krahl in die Landsmannschaft Verdensia im Coburger Convent ein. 1961 wurde er Mitglied der CDU und war „ein eiferndes Gründungsmitglied der Jungen Union“ in Alfeld. 1961/62 gehörte Krahl dem Deutschen Monarchistischen Bund (DMB), einer vom späteren NPD-Multifunktionär Hans-Michael Fiedler gegründeten Gruppierung, an und war kurzzeitig erster Chefredakteur der Zeitschrift Missus – Blätter für Politik, Kultur und die Pflege des monarchistischen Gedankengutes.

### Studentenbewegung in Frankfurt
Schon 1964 trat er dem Sozialistischen Deutschen Studentenbund (SDS) bei, und 1965 begann er bei Theodor W. Adorno seine Dissertation zum Thema Naturgesetz der kapitalistischen Bewegung bei Marx. Krahl war der einzige Student und Mitarbeiter, den Adorno als gleichwertigen Gesprächspartner akzeptierte, denn Krahl verfügte über ein hervorragendes Gedächtnis, eine schnelle Auffassungsgabe, war hochgebildet und redegewandt. Zu dieser Zeit, im Winter 1966/67, wohnte Krahl mit Angela Davis, die ebenfalls für ein Studium bei Adorno nach Frankfurt gekommen war, in der Bockenheimer Adalberstraße in der WG „Die Fabrik“ zusammen. Der Bruch mit Adorno kam nach vier Jahren. Wegen einer Besetzung des Instituts für Sozialforschung am 7. Januar 1969 verfügten Adorno und seine Kollegen die Räumung durch die Polizei. In dem folgenden Prozess gegen Krahl am 18. Juli 1969 war Adorno als Zeuge geladen. Doch es kam dabei nicht zu der von Krahl erhofften Grundsatzdebatte mit dem wichtigsten Theoretiker der Kritischen Theorie.
Krahls Popularität wurde am 13. September 1968 bei einer SDS-Delegiertenkonferenz in Frankfurt zum unfreiwilligen Anlass für den Beginn der zweiten Welle der deutschen Frauenbewegung. Nachdem die unangemeldete Rede von Helke Sander zur Befreiung der Frauen diskussionslos unterzugehen gedroht hatte, kam ihr die Berlinerin Sigrid Rüger zu Hilfe, indem sie Krahl vor dem versammelten Auditorium zurief: „Genosse Krahl, du bist objektiv ein Konterrevolutionär und ein Agent des Klassenfeindes dazu.“ Zur Bekräftigung ihrer Kritik warf sie eine Tomate auf Krahl.
Am 16. Oktober 1969 begann in Frankfurt ein Prozess gegen Krahl und Günter Amendt, beide Mitglieder des SDS-Bundesvorstands, sowie gegen Karl Dietrich Wolff, der dem Gericht als führender Kopf des SDS galt. Hintergrund der Anklage war eine nicht genehmigte Demonstration gegen die Verleihung des Friedenspreises des Deutschen Buchhandels an den senegalesischen Präsidenten Senghor, die am 22. September 1968 stattgefunden hatte. Zu dieser Zeit waren auch schon zahlreiche weitere Verfahren gegen die Angeklagten anhängig. Am 24. Dezember 1969 wurden die drei Angeklagten des „Aufruhrs und des Landfriedensbruchs als Rädelsführer“ schuldig befunden und zu jeweils einem Jahr und neun Monaten Gefängnis verurteilt. Allerdings mussten sie ihre Haftstrafe nicht antreten, da Krahls Revisionsantrag stattgegeben wurde.

### Tod
Am späten Abend des 13. Februar 1970 kam Hans-Jürgen Krahl im Alter von 27 Jahren bei einem Autounfall auf einer vereisten Fahrbahn der B 252 bei Wrexen ums Leben. Er wurde auf dem Stadtfriedhof Ricklingen in Hannover-Oberricklingen bestattet. Sein plötzlicher Tod gab auch den letzten Anstoß für die mittlerweile heillos zerstrittenen SDS-Mitglieder, ihren Dachverband aufzulösen. Nachdem man sich schon während seines Begräbnisses informell darauf geeinigt hatte, folgte am 21. März 1970 in Frankfurt das offizielle Ende.

### Nachleben

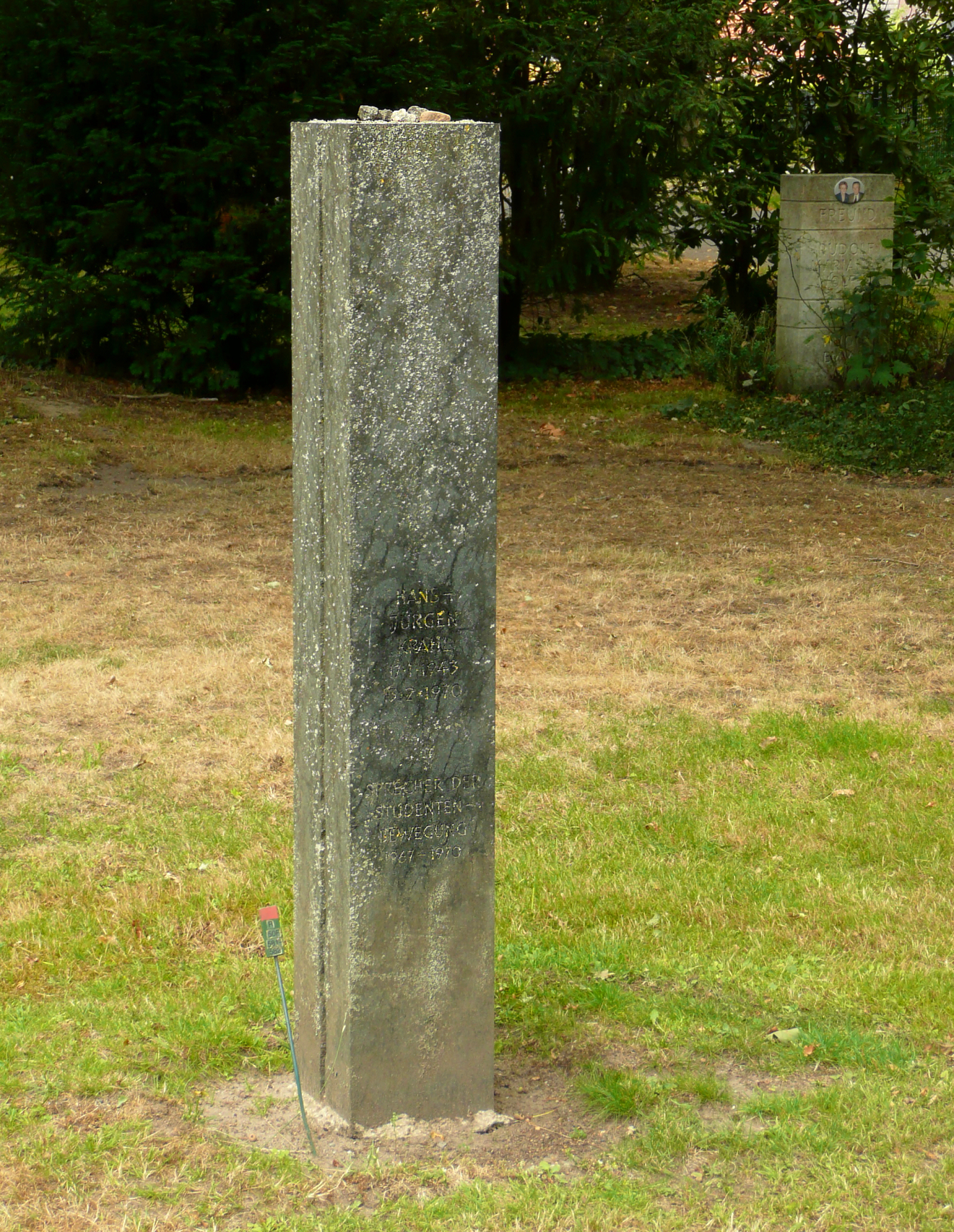
Stele auf dem Stadtfriedhof Ricklingen mit der Inschrift „Hans-Jürgen Krahl 17.1.1943 13.2.1970 Sprecher der Studentenbewegung 1967 - 1970“

Krahls bereits eingeebnete Grabstelle stand im August 2005 für eine Neubelegung an, weil keine Verwandten mehr lebten, die sich um den Erhalt kümmerten. Hannovers damaliger Oberbürgermeister Herbert Schmalstieg (SPD) gewährte eine Sicherung von Krahls Grab sowie eine Kostenbeteiligung. Ein Freundeskreis sammelte Geld für die Grabpflege und errichtete am 27. Juni 2007 einen von Uwe Spiekermann entworfenen Grabstein. Der Redner bei der Enthüllung des Krahl-Denkmals in Hannover war der Adorno-Biograph Detlev Claussen; er hatte bereits bei der Beerdigung Krahls die Gedenkrede gehalten.
Im Frühjahr 2007 wurde mit dem Aufbau des Hans-Jürgen Krahl Archivs im Rahmen des Vereins Denkart e. V. begonnen. Die Stadt Frankfurt gab für das Jahr 2007 eine Anschubfinanzierung.

## Theorie
Krahl war wesentlich von den philosophisch-heterodoxen Interpretationen des Marxismus, dem sogenannten Westlichen Marxismus, geprägt. Dazu zählen neben Georg Lukàcs, Rosa Luxemburg und Karl Korsch hauptsächlich die Theoretiker der Frankfurter Schule, wie sein Lehrer Theodor W. Adorno, Max Horkheimer und Herbert Marcuse. Die genannten Philosophen rezipierte er aber nicht nur, sondern er entwickelte sie in Hinblick auf die gesellschaftlichen Entwicklungen im Fordismus weiter.

### Organisationsfrage, Klassenbewusstsein und Klassenanalyse
Krahls hauptsächliche theoretische Bemühungen kreisten um die Frage nach einer Vermittlung einer wesentlich an Lukàcs geschulten marxistischen Organisationstheorie mit antiautoritären Emanzipationsprinzipien, wie sie sich in der Revolte um 1968 herausgebildet hatten, und die Herbert Marcuse etwa unter Stichworten wie „große Verweigerung“ theoretisierte. Nach Krahl könne beides, Organisation und Emanzipation, anhand einer „bestimmte[n] Negation der tauschwertbedingten Verkehrsformen“ vermittelt werden. Konkret hieße dies, dass die revolutionäre Organisation die Aufhebung entfremdeter und abstrakter Arbeit antizipieren solle, um so solidarische Beziehungen zwischen ihren Mitgliedern zu schaffen. Wichtig in dieser Hinsicht war auch das sogenannte Organisationsreferat, das Krahl zusammen mit Rudi Dutschke im September 1968 auf der 22. Delegiertenkonferenz des SDS hielt.
Dies hatte auch Auswirkungen auf sein Verständnis von Klassenbewusstsein. Lukàcs warf er einen abstrakten Idealismus vor, da es ihm rein um das Durschauen der Wertabstraktion ging. Klassenbewusstsein müsse aber mit einem empirischen Moment vermittelt werden, und dies zeige sich am deutlichsten in der Bedürfnisstruktur des Menschen: „Klassenbewusstsein ist immer ein ans Durchschauen der Wertabstraktion gebundenes, parteiliches Totalitätsbewusstsein und an die Befriedigung von Bedürfnissen geheftetes produktives Konsumtionsbewusstsein. Fallen beide Bildungsmomente des Klassenbewusstsein, das theoretische und das empirische, auseinander, so wird aus dem Totalitätsbewusstsein die Bestimmung proletarischer Parteilichkeit eliminiert und aus dem Konsumtionsbewusstsein das Bestimmungsmoment spontaner und emanzipativer Produktivität.“
Ein weiterer Schwerpunkt seiner revolutionären Theoriearbeit lag auf der Frage, wie sich die Klassenstruktur im Spätkapitalismus verändert hatte. Hervorzuheben ist dabei, dass Krahl einer der ersten marxistischen Theoretiker war, der auf die Bedeutung des Anteils der vom Proletariat geleisteten geistigen Arbeit in der zunehmend technifizierten und von Maschinen geprägten Produktionssphäre des Fordismus hinwies. Krahl fasste dies unter dem Begriff der „Proletarisierung der technischen Intelligenz“. Mit diesem Stichwort sollte er wesentlich die Theoriedebatten des (italienischen) Postoperaismus prägen.

### Kritik an der Frankfurter Schule
Hans-Jürgen Krahl kritisierte seinen Lehrer Adorno dafür, dass dessen Theorie revolutionäre Praxis zwar voraussetze, aber er diese gleichzeitig für unmöglich erkläre: „Adornos Negation der spätkapitalistischen Gesellschaft ist abstrakt geblieben und hat sich dem Erfordernis der Bestimmtheit der bestimmten Negation verschlossen, jener dialektischen Kategorie also, der er sich aus der Tradition Hegels und Marxens verpflichtet wusste. [...] In seiner kritischen Theorie spiegelt sich das Absterben der Klassenkämpfe als Verkümmerung der materialistischen Geschichtsauffassung.“ Adorno zeige eher die Gefahren von Praxis auf, statt die historischen Bedingungen für Befreiung zu reflektieren, beispielsweise eine veränderte Klassenstruktur. Die Revolte von 1968 lehnte Adorno dementsprechend ab und denunzierte sie als blind und aktionistisch, unterstellt ihr gar faschistische Tendenzen. Genau wegen dieser Abstraktheit hatte sich Adornos Theorie, Krahl zufolge, letztlich in eine traditionelle Form der Theorie zurückverwandelt, und somit ihren kritischen Charakter verloren. Im Gegensatz dazu suchte Krahl den Anschluss an aktuelle Klassenkämpfe und war von der Protestbewegung 1968 und den wilden Streiks des Jahres 1969 begeistert. Dementsprechend wollte er auf die Zusammenarbeit zwischen den studentischen Basisgruppen und den Streiks hinwirken.

### Bedeutung der Revolutionen im Trikont
Der Einfluss der antikolonialen Befreiungsbewegungen im Trikont auf Krahls Theoriebildung ist nicht zu unterschätzen. Es war deren Auftreten, das im Verständnis der Studentenbewegung die Möglichkeit der Weltrevolution wieder auf die Tagesordnung setzte. Aber auch in der Praxis spielten diese eine große Rolle, wie es sich etwa in Krahls Rolle bei den Protesten gegen Auftritt des senegalesischen Präsidenten Senghors auf der Frankfurter Buchmesse zeigt. Senghor wurde vorgeworfen, ein Agent des Neokolonialismus zu sein, u. a. wegen seiner Niederschlagung von Studentenprotesten in Dakar und seinen engen Beziehungen zu Frankreich. Auch waren die Frankfurter Studierenden von Frantz Fanons Kritik an Senghors Konzept der Négritude geschult. In seinen „Angaben zur Person“, die Krahl zum Auftakt des Gerichtsprozesses wegen der Rädelsführerschaft in diesen Protesten hielt, beschrieb er, wie sich die antikolonialen Kämpfe auf sein Verständnis von Emanzipation auswirken:
„Die Solidarisierung mit den sozialrevolutionären Befreiungsbewegungen in der Dritten Welt war entscheidend für die Ausbildung unseres antiautoritären Bewusstseins. [...] So lehrte uns die Dritte Welt einen Begriff kompromissloser und radikaler Politik, der sich von der seichten, prinzipienlosen bürgerlichen Realpolitik absetzt. Che Guevara, Fidel Castro, Ho Tschi Minh und Mao Tse-tung sind Revolutionäre, die uns eine politische Moral kompromissloser Politik vermittelten.“
Beim Vietnamkongress vom Februar 1968 an der TU in Westberlin hielt Krahl ein Referat, in dem er Herbert Marcuse vorwarf, dass dieser nur eine abstrakte Solidarisierung, oder in Krahls eigenen Worten, eine „Solidarität der Vernunft und des Sentiments“ mit dem Vietcong vornehme, aber eben keine konkreten politischen Konzepte zur Beendigung des Krieges vorschlage. Krahl selbst wollte eine Kampagne unter dem Motto „Zerschlagt die NATO“ initiieren. Die Idee war es, in einer Kampagne die Wehrkraft der NATO-Armeen in Westeuropa zu zersetzen und so eine konkrete Solidarisierung der studentischen Protestbewegungen in den Metropolen mit den Befreiungskämpfen im Trikont zu ermöglichen. Dort sagte er: „Der erfolgreiche Widerstand des vietnamesischen Volkes gegen die gigantische technologische Gewaltmaschine der USA, das sozialistische Modell Kuba und die revolutionären Kämpfe der Guerilleros in Lateinamerika haben eine neue Tatsache geschaffen, und zwar die qualitativ neue weltgeschichtliche Aktualität der Revolution.“
Auch mit dem Anliegen der palästinensischen Unabhängigkeitsbewegung war Krahl solidarisch, was sich an seiner Beteiligung an der Delegation des SDS zeigt, die der El-Fatah im Sommer 1969 einen Solidaritätsbesuch in Jordanien abstattete. Dennoch schloss Krahl es nicht aus, auch Israel zu besuchen, sofern es sich in eine sozialistische Richtung entwickle.

## Zitate über Krahl
„In Krahl, da hausen die Wölfe.“

„Er war der Klügste von uns allen.“

„der intelligenteste und konsequenteste Kopf der Studentenführer“

## Schriften
- Ausgewählte Werke. Aufsätze, Fragmente, Exzerpte, Notizen. Tursen-Press, Helsinki 1970.
- Konstitution und Klassenkampf. Zur historischen Dialektik von bürgerlicher Emanzipation und proletarischer Revolution. Schriften, Reden und Entwürfe aus den Jahren 1966–1970. 1. Auflage 1971. neue kritik, Frankfurt am Main 2008 (5., veränderte Auflage), ISBN 978-3-8015-0380-2.
- Erfahrung des Bewußtseins. Kommentare zu Hegels Einleitung der Phänomenologie des Geistes und Exkurse zur materialistischen Erkenntnistheorie. Hrsg. und bearb. von Carl G. Hegemann nach der Bandaufzeichnung der Arbeitsgruppe von H.-J. Krahl und J. Wieszt vom Frühjahr 1968. Materialis, Frankfurt am Main 1979, ISBN 3-88535-016-5.
- Vom Ende der abstrakten Arbeit. Die Aufhebung der sinnlosen Arbeit ist in der Transzendentalität des Kapitals angelegt und in der Verweltlichung der Philosophie begründet. Hrsg. und eingeleitet von Walter Neumann. Materialis, Frankfurt am Main 1984, ISBN 3-88535-075-0.